# 東京多摩国際園芸博覧会

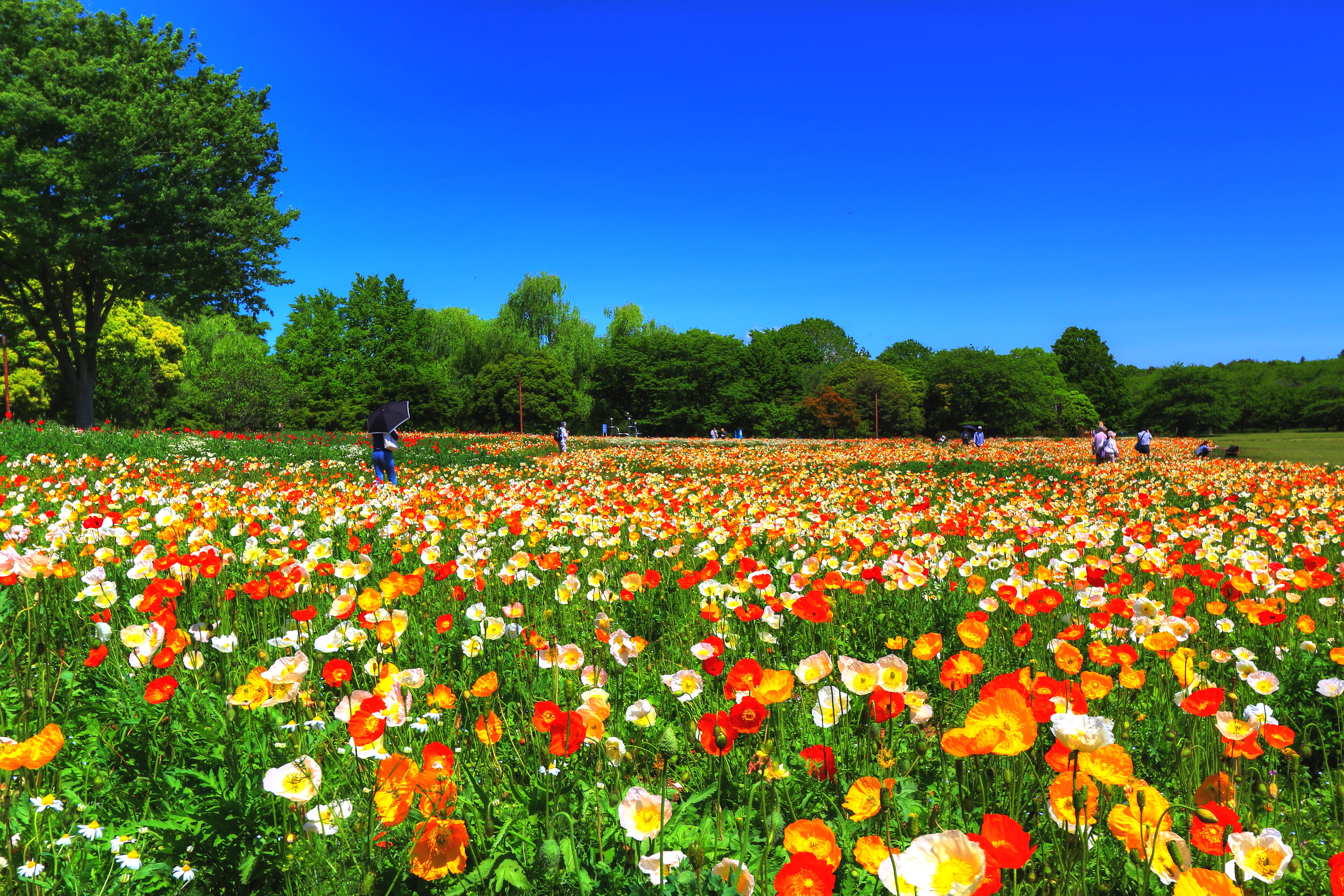
メイン開場に予定されている国営昭和記念公園

東京多摩国際園芸博覧会（とうきょうたまこくさいえんげいはくらんかい）とは、東京多摩地域で2013年の開催予定で計画されていた、国際園芸家協会 (AIPH) が承認する国際園芸博覧会（国際花博）。略称は「多摩花博」。なお博覧会の名称は仮称である。第68回国民体育大会（多摩国体）の開催年に合わせて開催が計画されていたが、2020年現在、開催の目処は立っていない。

## 概要
2006年11月の「第8回多摩経済サミット」において、多摩地域の7商工会議所と21商工会連合会が国際園芸博覧会の誘致をめざす共同宣言を採択、これを契機に誘致運動が始まった。翌2007年3月には東京多摩国際園芸博覧会誘致検討準備会（以下「準備会」）が発足、同年9月には承認機関であるオランダの国際園芸家協会 (AIPH) から承認を受けた。
東京都制70周年、多摩東京移管120周年、国営昭和記念公園開園30周年の節目に当たり、かつ第68回国民体育大会（多摩国体）が開催される2013年の開催に向けて誘致活動を行い、多摩地域の市町村などからも東京都知事宛に開催支援の要望が出されていた。
しかし主導的な役割を果たすことが期待される東京都が、当時は2016年のオリンピック招致に総力を挙げており、都の協力が得られないためAIPHへの正式な申請が困難であるとして、準備会は2008年4月28日に延期を決定して2013年の誘致を見送り、AIPHへその旨を連絡した。準備会は以降も開催に向けて誘致運動は続けるとしていた。
仮に実現したとすれば、1990年に大阪で開催された国際花と緑の博覧会以来の大規模国際園芸博覧会（A類1） となる。また、多摩地域においては1993年のTAMAらいふ21以来の博覧会開催となる。だがその後は実現の目処が立っていない。

### 開催概要（案）
- 名称（仮称）- 東京多摩国際園芸博覧会[2]
- 会場（候補地）- 国営昭和記念公園周辺および立川飛行場跡地（立川市・昭島市）[1]
- 期間（案）- 6か月程度[1]
- テーマ (案) - 人類の共有する財産・美しい地球の創造[1]
- 目的 - 多摩地域の振興と認知度向上、経済活動の活性化と都市機能の整備促進、国際的レベルでの園芸生産者の技術向上[1]
- イベント内容（案）- 世界各国の花や庭園文化の紹介、先進的な花バイオテクノロジー・緑化技術の紹介、環境問題などの国際シンポジウム、花と緑に関する文化体験、花とガーデニング商品や記念グッズの販売、花と緑をテーマとするコンサートなど[1]
- 集客予測 - 1800万人[1]

### 経過
- 1990年 - 大阪府で「国際花と緑の博覧会（花の万博）」が開催。
- 1993年 - 多摩地域初の博覧会「TAMAらいふ21」が開催。メイン開場は国営昭和記念公園。
- 2000年 - 兵庫県で「ジャパンフローラ2000（淡路花博）」が開催。
- 2004年 - 静岡県で「パシフィックフローラ2004（浜名湖花博）」が開催。
- 2006年11月 - 「第8回多摩経済サミット」で国際園芸博覧会誘致をめざす共同宣言を採択[1]。
- 2007年
  - 3月 - 「東京多摩国際園芸博覧会誘致検討準備会」が発足[3]。
  - 9月 - 承認機関であるオランダの国際園芸家協会 (AIPH) から承認を受ける[3]。
- 2008年4月28日 - オリンピック誘致を優先する都の協力が得られず、2013年の誘致・開催を見送る[3]。
- 2009年10月2日 - 2016年夏季オリンピックの開催地がブラジルのリオデジャネイロに決定、東京は開催地獲得を逃す。
- 2013年9月7日（日本時間8日） - 2020年オリンピック・パラリンピックの東京開催が決定。
- 2020年3月24日 - 世界的な新型コロナウイルス感染症の流行により、2020年東京オリンピック・パラリンピック開催の延期が決定[4]。